# Khối núi lửa
Khối núi lửa (chữ Anh : Volcanic block) là khối đá góc cạnh sắc bén và có đường kính lớn hơn 64 milimét (2,5 inxơ). Thành phần của khối núi lửa thông thường là dung nham thời kì đầu. Núi lửa bạo phát dẫn đến khối dung nham thời kì đầu ở trên nón núi lửa làm vỡ vụn hình thành khối núi lửa. Phổ thông cho biết khối dung nham lúc vỡ vụn là trạng thái chất rắn, do đó mới có thể hình thành góc cạnh sắc bén của khối núi lửa.

## Giải thích nghĩa
Khối núi lửa là một loại vật mạt vụn núi lửa có đường kính lớn hơn 64 milimét. Là do đáy móng núi lửa hoặc đá chung quanh bức vách của đường thông suốt núi lửa bị phá nổ xé ra, sụp đổ đập vụn mà thành nên. Thành phần của nó có thể là đá núi lửa, cũng có thể là đá không đúng núi lửa.

## Đặc điểm
Khối núi lửa cùng nguồn là khối vụn đá trạng thái rắn mà mắc-ma sau khi đã trải qua cố kết ở bên trong miệng núi lửa lại thêm bị nơi phun ra của núi lửa ở thời kì sau ném ra ngoài. Ngoại hình của nó hơi mang vẻ hình tròn, nhưng mà cấu tạo bên trong và tính song song của ngoại hình không có hình dạng của đạn núi lửa. Trục dài của khối núi lửa lớn hơn 64 milimét. Có lúc khối đá cực kì to lớn, ví như khối núi lửa của núi lửa Vesuvius nặng đến 2~3 tấn. Khối núi lửa do sự bốc hơi của núi lửa Kīlauea, bang Hawaii, Hoa Kỳ vào năm 1924 phát nổ ném ra ngoài nặng đến 14 tấn. Trong quá trình phun bắn ra tính dị biến mà hõm chảo hình thành thường hay phun ra khối đá núi lửa (hoặc đá xâm nhập) cùng nguồn, cũng có thể có khối đá không đúng khối núi lửa.